# 迪士尼XD
迪士尼XD（英語：Disney XD）是一個美國有線電視及廣播衛星電視網，為華特迪士尼公司之迪士尼媒體電視網旗下华特迪士尼电视集团中的迪士尼品牌電視擁有，為迪士尼频道的姊妹频道。其总部位于美国，并在其它国家也拥有当地语言的频道。迪士尼XD主要播放面对6至14岁的儿童动作动画剧集、实景节目和电影。
迪士尼XD播放原创迪士尼XD内容和迪士尼频道的内容，分别有《功夫Wasabi》等与《小查与寇弟的顶级生活》、《飞哥与小佛》等。同时其也播放“迪士尼频道原创电影”。
截至2015年2月，迪士尼XD在美國收費電視中約佔了80,120,000個用戶（約占電視用戶68.8%）。

## 歷史

自2009年2月2日啟用的第一代頻道Logo

Disney XD在2009年2月13日於東部時間凌晨0點整起正式啟播，第一個播出的節目為《飛哥與小佛》的第1季第22集「Dude, We're Getting the Band Back Together!」。該日晚間7點（東部時間），首播了首部自製影集《少年英雄：艾倫史東》，同時也播映了外購動畫《吉米大冒險》與《男孩和冤家貓》。
本頻道取代了於1998年4月18日開播、以播映動畫為主的頻道「Toon Disney」（迪士尼卡通），2004年推出Jetix時段；為美國海外是建立在Disney XD品牌下，並於某些國家是做為電視頻道播送，其頻道以播放Toon Disney的動畫為主，尤其是在「Jetix」檔期下的節目，而Jetix在Toon Disney終止發射後一同關閉了。但其實「Disney XD」的各稱早己用於公司旗下但與後者不相關的社交媒體平台，而其名稱"XD"有「Xtreme Digital」的意思，但本頻道名稱中的「XD」並未有任何意義。
本頻道首部原創電影《飛天好小子》於2009年11月27日首播。2012年4月1日，Disney XD推出「漫威世界」（Marvel Universe）時段，為迪士尼與漫威合作成果。
2013年7月31日，以「Disney Fandom」（迪士尼粉絲）為名播放了為期3天的特別節目，並以13歲（包含）以上為收視族群目標；其特別節目包含電影《加勒比海盜系列電影》前三部曲與《星際大戰》紀錄片，電視系列《在紅毯上》、《我的搖滾族譜》、《看見迪士尼傳奇》與《童話鎮》的特別集。
2018年開始，由于迪士尼XD在《神秘小镇大冒险》播出之后持续亏损，迪士尼频道宣布在2018年会逐渐把绝大部分迪士尼XD原创剧集改於迪士尼频道播映。目前改於迪士尼频道播映的原迪士尼XD原创剧集有：《公主闯天关》，《格林一家進城趣》，《新唐老鸭俱乐部》，《米羅的莫非命運》和《大英雄天團》。
2020年起，隨著迪士尼把電視業務從有線電視轉向自家串流媒體Disney+，迪士尼開始遂步停播迪士尼頻道和迪士尼XD頻道的海外版本，並把所有在這些頻道播出的節目全部轉至Disney+。

## 節目
Disney XD初期設定為男性向频道，因此迪士尼XD的剧集中的角色大多数是男性（通常在一部动作影集中只有1位女角色），而在迪士尼频道的节目中男女角色數目都各自相等。通常，每周一播放真人秀，而每周六早上則播出动作动画，並不在黄金時段播放电影，而是在东部时间下午五点播放两部电影。
2015年，Disney XD購入了英國影集《異世奇人》。

## 於台灣的播送（節目）
迪士尼XD從未在台灣建立電視頻道，不過節目會通過迪士尼台灣頻道播出

## 主要動畫

### 原創系列
《飛哥與小佛》是由迪士尼XD工作室製作，連同《神秘小鎮大冒險》，《宇宙小奇兵》都是它的長青節目。2018年由於其長時間收視率不佳的情況，目前所有仍在播出的原創動畫已經全部改於迪士尼頻道原創劇集。

### 漫威在Disney XD
2012年4月1日，迪士尼XD與漫威合作，推出「Marvel on Disney XD」（舊稱「漫威世界」（Marvel Universe））時段。其首個節目為《終極蜘蛛俠》，另外還有《浩克與超人類特工》和《復仇者聯盟：正義出擊》等，2015年9月推出動畫版《星際異攻隊》。這是自2009年起迪士尼收購漫威後的其中一個成果。2021年1月，迪士尼宣佈「Marvel on Disney XD」正式停播。

### 外購動畫
迪士尼XD於2014年6月首播水田版《多啦A夢》的英語配音版，但會因應文化會對其內容、角色名字等作出修改。而《星際大戰：反抗軍起義》則是迪士尼收購盧卡斯影業後而製作的節目，同時該系列改在本台播放。從2021年起，除《爆旋陀螺Burst》外所有外購動畫均已停止播出。

## 海外版本
在2020年之前，迪士尼XD还在加拿大、法国、德国、希腊、印度、爱尔兰、意大利、日本、拉丁美洲、马来西亚、摩洛哥、荷兰、波兰、南非、西班牙和英国開播。但2020年起，隨著迪士尼把電視業務從有線電視轉向自家串流媒體Disney+，迪士尼開始遂步停播迪士尼XD頻道的海外版本。截止2021年1月，迪士尼XD頻道的海外版本仅剩下加拿大、拉丁美洲和波兰版本。

## 引用
1. ↑  . CNW. 2011-03-11  [2012-08-05]. （原始内容存档于2011-07-06）.
2. ↑  . October 21, 2020  [2021-07-26]. （原始内容存档于2021-05-16）.

## 外部連結
- 官方网站（英文）
- Disney XD Press （页面存档备份，存于）（英文）
- 台灣官方網站（繁體中文）
- 日本官方網站（日語）